# FIVB World Grand Champions Cup
De FIVB World Grand Champions Cup is een internationale volleybalcompetitie bij zowel de mannen als de vrouwen. Het toernooi werd in 1993 voor het eerst gehouden en wordt gespeeld in het jaar na de Olympische Zomerspelen.

## Format
Sinds dat het toernooi begon in 1993 heeft het de volgende format.
- Het toernooi vindt altijd plaats in Japan
- Zes teams doen mee aan het toernooi: de vier continentale kampioenen, het gastland en een wildcard die wordt toegewezen door de FIVB
- Japan is altijd gekwalificeerd voor het toernooi
- Alleen een groepsfase wordt gehouden tijdens dit toernooi

## Historie

### Mannen
| Jaar         | Winnaar  | Finalist         | 3e plaats   | 4e plaats  | 5e plaats        | 6e plaats  |
| ------------ | -------- | ---------------- | ----------- | ---------- | ---------------- | ---------- |
| 1993 Details | Italië   | Brazilië         | Cuba        | Japan      | Verenigde Staten | Zuid-Korea |
| 1997 Details | Brazilië | Nederland        | Cuba        | China      | Japan            | Australië  |
| 2001 Details | Cuba     | Brazilië         | Joegoslavië | Zuid-Korea | Japan            | Argentinië |
| 2005 Details | Brazilië | Verenigde Staten | Italië      | Japan      | Egypte           | China      |
| 2009 Details | Brazilië | Cuba             | Japan       | Polen      | Iran             | Egypte     |
| 2013 Details | Brazilië | Rusland          | Italië      | Iran       | Verenigde Staten | Japan      |
| 2017 Details |          |                  |             |            |                  |            |

### Vrouwen
| Jaar         | Winnaar  | Finalist         | 3e plaats              | 4e plaats | 5e plaats        | 6e plaats              |
| ------------ | -------- | ---------------- | ---------------------- | --------- | ---------------- | ---------------------- |
| 1993 Details | Cuba     | China            | Rusland                | Japan     | Verenigde Staten | Peru                   |
| 1997 Details | Rusland  | Cuba             | Brazilië               | China     | Japan            | Zuid-Korea             |
| 2001 Details | China    | Rusland          | Japan                  | Brazilië  | Verenigde Staten | Zuid-Korea             |
| 2005 Details | Brazilië | Verenigde Staten | China                  | Polen     | Japan            | Zuid-Korea             |
| 2009 Details | Italië   | Brazilië         | Dominicaanse Republiek | Japan     | Zuid-Korea       | Thailand               |
| 2013 Details | Brazilië | Verenigde Staten | Japan                  | Rusland   | Thailand         | Dominicaanse Republiek |
| 2017 Details |          |                  |                        |           |                  |                        |